# Oculto
Oculto és una pel·lícula de thriller psicològic del 2005 en coproducció hispano-britànica-italiana, dirigida per Antonio Hernández a partir d'un guió d'Hernández i Enrique Brasó, i protagonitzada per Laia Marull, Angie Cepeda, Leonardo Sbaraglia, Gary Piquer, Emma Cohen, Carlos Hipólito, Joaquín Climent, Geraldine Chaplin, Marta Belenguer.

## Argument
La Natalia està obsessionada amb un monòlit que apareix als seus somniss. En conèixer-se en una conferència sobre interpretació dels somnis, es troba amb Beatriz (una dona amb tatuatges semblants a les inscripcions del monòlit i que en realitat té un pla secret de venjança contra Natalia) i l'Álex, un home que comença a enamorar-se romànticament de tots dos.

## Repartiment
- Laia Marull - Beatriz[1]
- Leonardo Sbaraglia - Álex[1]
- Angie Cepeda - Natalia[1]
- Geraldine Chaplin - Adela[1]
- Joaquín Climent - Roberto[1]
- Gerardo Malla - Ignacio Wissman[1]
- Emma Cohen - Leonor[1]
- Gary Piquer - Carlos[1]
- William Miller - Javier[1]
- Marta Aledo - Inés[1]

## Producció
Antonio Hernández va crear un thriller en el qual submergeix al públic en l'esotèric món dels somnis. Per a aquest film ha confiat en actors amb els quals ja havia treballat i alguna nova incorporació. El repartiment està encapçalat per Laia Marull (Te doy mis ojos), que va coincidir amb el director en Lisboa, Leonardo Sbaraglia (Carmen, Intacto) i Geraldine Chaplin (Hable con ella) que compartiren rodatge amb Hernández a En la ciudad sin límites, Angie Cepeda (Pantaleón y las visitadoras) i Joaquín Climent (Los lunes al sol). La pel·lícula va ser produïda per Icónica i Zebra Producciones, juntament amb Sintra Films d'Itàlia i Future Films del Regne Unit. Els exteriors es van rodar a Madrid.

## Estrena
La pel·lícula es va presentar al XXXVIII Festival Internacional de Cinema Fantàstic de Catalunya el 15 d'octubre de 2005. Distribuïda per Warner Sogefilms, es va estrenar en cinemes a Espanya el 4 de novembre de 2005.